# Phrudocentra anomalaria
Phrudocentra anomalaria là một loài bướm đêm trong họ Geometridae.